# Пандемія COVID-19 і тварини

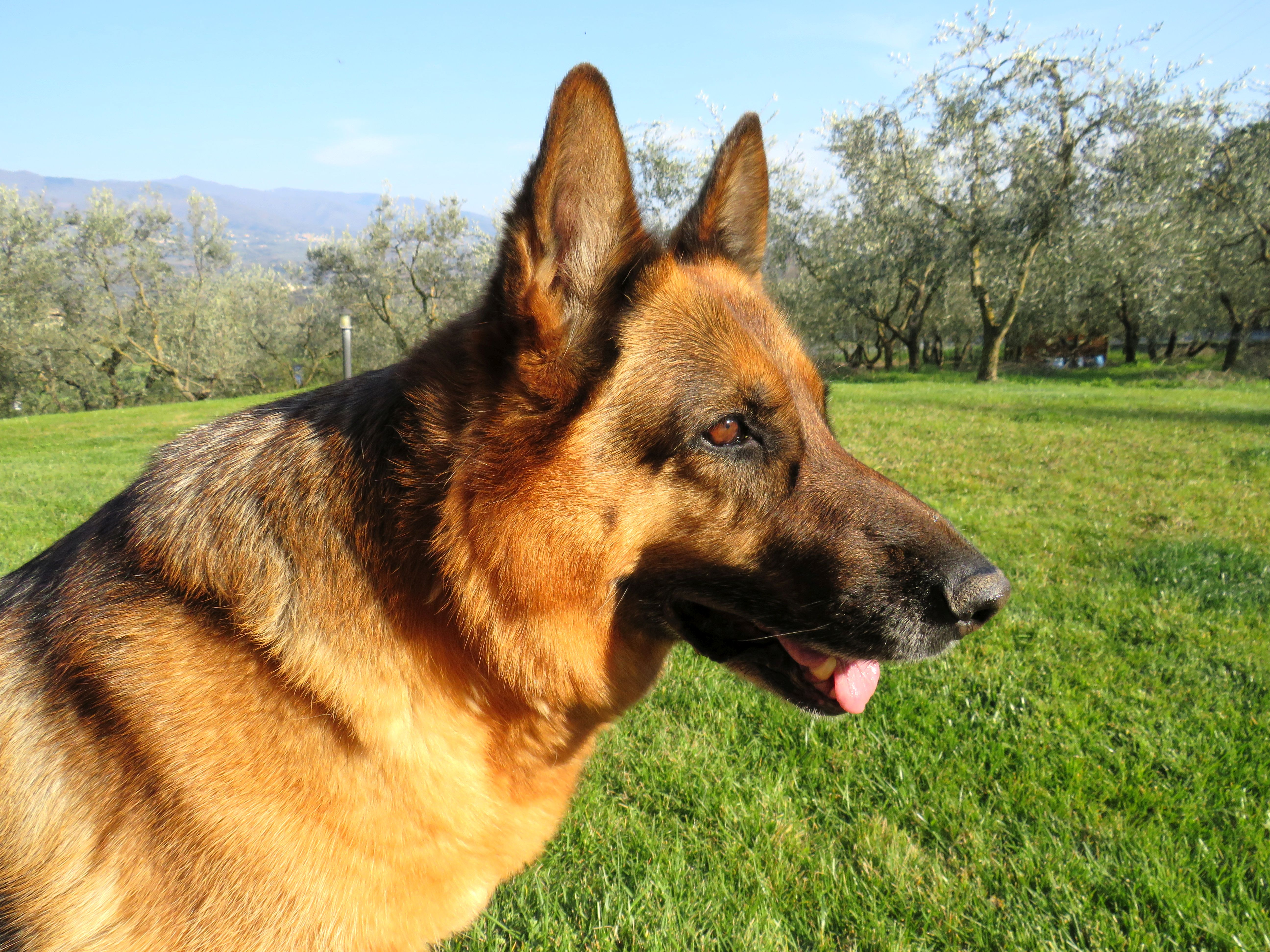
Собаки також можуть інфікуватися COVID-19. Вони також здатні підняти настрій самотнім господарям під час карантину.

Пандемія коронавірусної хвороби 2019 вплинула на тварин як прямо, так і опосередковано. Вірус SARS-CoV-2, який спричинює COVID-19, є зоонозом, та, ймовірно, передався людині від тварин, зокрема кажанів та панголінів. Вплив людини на дику природу та середовище існування тварин може спричинити подібну дію на тварин, що стало набагато більш імовірним. Найбільшим інцидентом на сьогоднішній день був вибракування від 14 до 17 мільйонів норок у Данії після того, як було виявлено, що вони інфікувалися мутантним штамом коронавірусу.
Хоча результати цього дослідження не є остаточними, власники домашніх тварин повідомили, що їхні тварини сприяли дотриманню кращого психічного здоров'я та зменшення самотності під час карантину на час пандемії COVID-19. Однак контакт з людьми, інфікованими коронавірусом, може мати несприятливий вплив на домашніх тварин.

## Передумови
Існує загальноприйнята теорія, що вірус SARS-CoV-2 є зоонозом і має близьку генетичну схожість з коронавірусами кажанів, що наводить на думку, що він походить від коронавірусу, яким хворіють кажани.

## Випадки інфікування тварин
Зареєстровано невелику кількість випадків інфікування свійських тварин вірусом SARS-CoV-2. Зареєстровано кілька випадків інфікування тварин у зоопарках. Повідомлено, що інфікуватися коронавірусом принаймі один раз, із позитивним тестом на коронавірус, можуть свійські собаки і коти, тхори, крилани, горили, панголіни, хом'яки, норки, калани, пуми, снігові барси, тигри, леви, гієни, тупаї та білохвості олені. За даними Центрів з контролю та профілактики захворювань у США ризик передачі COVID-19 від тварин до людей і навпаки є досить низьким, але до проведення подальших досліджень про це не можна сказати остаточно. Спочатку вважалось, що миші є несприйнятливими до хвороби, але дослідники показали, що при деяких типах мутацій (так звана ароматична заміна в позиції 501 або позиції 498, але не в обох) у білку шиповидних відростків вірусу SARS-CoV-2 може з'явитися сприйнятливість мишей до нового коронавірусу. Підтвердилося кілька випадків загибелі тварин унаслідок коронавірусної хвороби.

### Азійські леви
Зоологічний парк Неру повідомив, що 8 азійських левів інфікувалися коронавірусом. Зразки біоматеріалу були взяті в левів 24 березня 2021 року після того, як у них з'явилися ознаки респіраторного дистрес-синдрому.>

### Білохвості олені
Вірус SARS-CoV-2 або антитіла до нього були виявлені в американських білохвостих оленів щонайменше у 5 штатах США та одній провінції Канади. Зокрема, у серпні 2021 року Національна лабораторія ветеринарної служби США підтвердила виявлення SARS-CoV-2 у диких білохвостих оленів у штаті Огайо. У січні 2022 року Національний центр із епізоотій Канадського агентства з інспекції харчових продуктів підтвердив виявлення SARS-CoV-2 у диких білохвостих оленів у провінції Онтаріо.

#### Листопад 2021 року

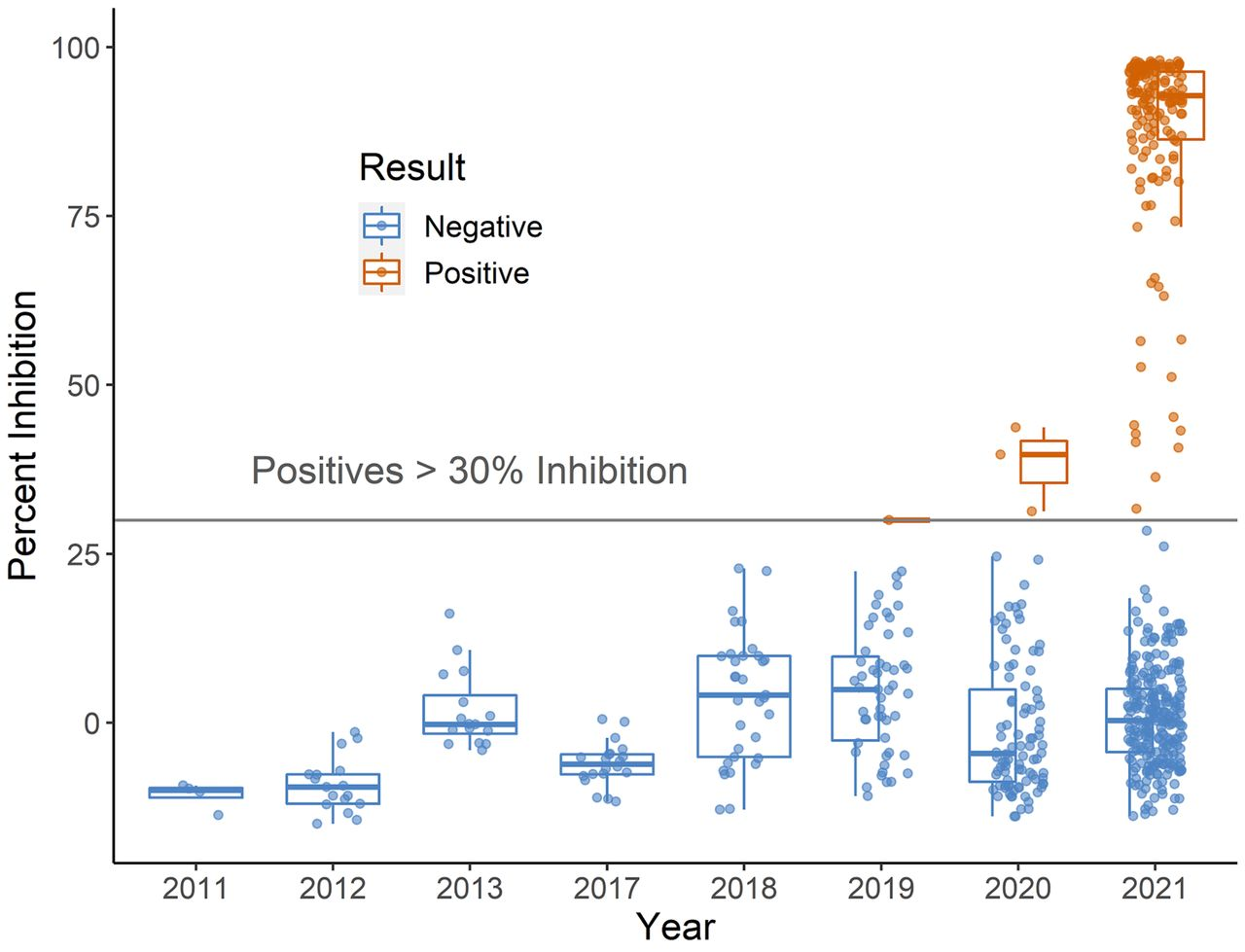
Результати досліджень 624 зразків сироватки крові диких оленів із чотирьох штатів США.

У листопаді 2021 року засоби масової інформації повідомили про попередній звіт Університету штату Пенсільванія, який очікував експертної перевірки. Дослідники обстежували оленів, загиблих на дорогах і убитих мисливцями в Айові в період з квітня 2020 року по січень 2021 року. Науковці повідомили, що за їх даними до 80 % оленів були інфіковані COVID-19. CNN повідомила, що антитіла до SARS-CoV-2 були виявлені в оленів у Іллінойсі, Мічигані, Нью-Йорку та Пенсільванії.
Департамент навколишнього середовища та зміни клімату Канади повідомив, що SARS-CoV-2 був виявлений у диких білохвостих оленів у Квебеку.>
23 листопада 2021 року опубліковане дослідження, яке свідчить про те, що значна частина популяції диких оленів у США була інфікована SARS-CoV-2. Результати тесту показали одну «невідповідність» у 2019 році, низькі значення інгібування у 2020 році та 152 позитивні зразки (40 % мають антитіла) у 2021 році.
Було зазначено, що такі зворотні поширення зоонозів можуть викликати резервуари для мутованих варіантів вірусу, які можуть повернутись назад до людей — можливе альтернативне джерело появи варіантів вірусу, що викликають занепокоєння, небезпечних для людей з ослабленим імунітетом.

### Горили
У січні 2021 року у групи з 8 горил у сафарі-парку в Сан-Дієго підтверджено позитивний результат тестування на COVID-19 після зараження від безсимптомного працівника зоопарку. Горили були першими підтвердженими та відомими випадками COVID-19 у людиноподібних мавп.

### Хом'яки
У січні 2022 року в Гонконзі повідомили про знищення хом'яків . Очікується, що близько 2 тисяч тварин будуть убиті після того, як у працівника зоомагазину підтвердився позитивний результат на коронавірус, який також був виявлений серед домашніх тварин. Усвідомлюючи здатність вірусу поширюватися серед хом'яків, і можливість міжвидової передачі вірусу, відповідно до політики «нульового covid» на території, було проведено вибракування.

### Морські ссавці

#### Сприйнятливість
Вірус SARS-CoV-2, який спричинює COVID-19, зазвичай передається повітряно-крапельним шляхом при вдиханні, кашлі або чханні. Однак останні дослідження показують, що вірус також може передаватися з морської води через стілець і сечу інфікованих людей. Вірус також може потрапляти в океани у зв'язку з неправильною утилізацією засобів індивідуального захисту, що містять живий вірус. Сприйнятливість морських ссавців до SARS-CoV-2 викликає занепокоєння, оскільки в минулому в них були зареєстровані випадки альфакоронавірусу та гаммакоронавірусу. Зокрема, були проведені дослідження для визначення чутливості за допомогою ферменту ACE2, який є клітинним рецептором COVID-19. Дослідження показують, що варіації ферменту ACE2 можуть або збільшити, або зменшити вразливість ссавців до зараження вірусом, залежно від того, посилює чи послаблює мутація спорідненість вірусу з ферментом. Результати показали, що найбільш вразливими з морських ссавців є кілька китоподібних, ластоногих і деякі підвиди калана, причому за прогнозами деякі види мають вищу сприйнятливість, ніж людина. На жаль, багато видів з високим або помірним ризиком зараження вірусом класифіковані як такі, що перебувають під загрозою зникнення, наприклад, амазонський дельфін, північний калан та багато інших видів.

#### Вплив забруднення засобами індивідуального захисту
Поряд із загрозою проникнення коронавірусу в океани та зараження морських ссавців унаслідок потрапляння стічних вод, посилене використання та неправильна утилізація засобів індивідуального захисту та дезінфекційних матеріалів також становить велику загрозу для нормальної життєдіяльності морських ссавців. З початку пандемії в усьому світі значно зросло використання одноразових масок, дезінфікуючих засобів для рук та інших засобів індивідуального захисту, зокрема щитків для обличчя, медичних рукавичок та інших засобів захисту. Це спричинило значне накопичення відходів у земних океанах. Це становить загрозу для морських ссавців, оскільки більшість засобів індивідуального захисту, які використовувалися під час пандемії, складаються з матеріалів на основі пластику, які погано розкладаються в природному середовищі. Ці пластикові полімери тварини можуть сприйняти за їжу, і вони роблять спробу з'їсти ці відходи, що може спричинити кишкову непрохідність або задуху, що може призвести до каліцства або загибелі тварин. Використання дезінфікуючих засобів для захисту людини від збудників хвороб також значною мірою загрожує екосистемі морських ссавців. Багато з цих дезінфікуючих засобів містять у своєму складі хлор, який сам по собі є токсичною сполукою. Коли хлор потрапляє в морську воду на використані захисні засоби, зокрема серветки з лізолом, антисептики для рук та різні інші дезінфікуючі засоби, він вступає з їх складовими в хімічну реакцію, утворюючи галогеновані сполуки, токсичні для морської біоти. Це може створити або пряму загрозу для морських ссавців у зв'язку з токсичністю новоутворених сполук, або може призвести до виснаження популяції харчування морських ссавців, що може стати причиною їх голодної смерті.

#### Передача SARS-CoV-2 у морях через стічні води
Було доведено, що вірус SARS-CoV-2 потрапляє у шлунково-кишковий тракт багатьох хворих. У зв'язку з його присутністю в травному тракті він може виділятися з калом, змінюючи свій шлях передачі на ентеральний. Дослідження також показали наявність коронавірусу у зразках калу та сечі інфікованих осіб. Це викликає велике занепокоєння через можливе поширення коронавірусу через неочищені стічні води. Після виходу у відкриту водну систему вірус може вижити, і швидко поширюватися. Також виявлено, що в системах побутових стічних вод Австралії, Франції, Італії та Іспанії виявлені сліди коронавірусу, що робить можливим його передачу через дані системи. Це також означає, що виявлення коронавірусу в стічних водах може бути ефективним методом раннього попередження про появу коронавірусу в нехарактерному для нього місці. Здатність виявляти вірус та його чисельність у певному місці важлива, щоб допомогти зменшити ймовірність його передачі в навколишнє середовище та морським мешканцям. Шлях боротьби з потраплянням коронавірусу в стічні води зазвичай включає три етапи. Первинна обробка полягає в стимулюванні осідання твердих речовин, що можуть осідати, але при ізольованому застосуванні воно не є ефективним способом зниження забруднення. Вторинна обробка включає біологічну очистку, яка застосовується для видалення осілих твердих речовин та органічної речовини після першого етапу. Третинна обробка включає додаткові процеси для зменшення кількості органічних речовин і патогенів. Неочищені та лише первинно очищені стічні води піддаються найбільшому ризику перенення та передачі SARS-CoV-2. Низка країн світу, зокрема Еквадор, із поганим проведенням очищення стічних вод, становлять загрозу тим, що їхні каналізаційні системи можуть стати джерелом коронавірусу. Наявність вірусу у відкритій водній системі створює можливість зараження популяцій морських ссавців, і таким чином може сприяти переходу пандемії з наземного до морського середовища.

#### Зміна поведінки морських ссавців після зниження активності людей
У зв'язку зі зниженням активності людей під час пандемії було задокументовано, що по всьому світу частіше спостерігали багато видів морських ссавців. Це не свідчить про збільшення чисельності популяції, але відображає зміну поведінки тварин у зв'язку з тим, що їх менше турбує присутність людини. Зокрема, на прикладі морських ссавців, огляд спостережень дикої природи в новинах онлайн-медіа в усьому світі показав збільшення спостережень морських ссавців на 27 % з 17 березня по 11 червня 2020 року. Прикладами людської діяльності, які могли б вплинути на збільшення кількості спостережень морських тварин, включають зменшення випадкових смертей або травм внаслідок зіткнення з плавальними засобами, зменшення руху та шуму транспортних засобів на морях, та розширення середовища проживання для морських ссавців. Серед морських ссавців, яких почали частіше спостерігатися, зокрема є вусаті кити, дюгоні, ламантини, дельфіни та косатки. Цих ссавців несподівано помічали завдяки своїм розмірам і присутності в нехарактерних для них місцях. Прикладом цього може бути спостереження цих тварин у місцях, де, як правило, є велика кількість туристів. Це явище пояснюється тим, що тварини відчувають відсутність людей, які не можуть їх стривожити, і це дозволяє тваринам мігрувати за межі своїх типових місць перебування. Багато морських ссавців покладаються на ехолокацію, яка дозволяє їм спілкуватися з іншими представниками свого виду, та визначати шляхи міграції. Без шумового забруднення, спричиненого рухом кораблів, це дає можливість тваринам безперешкодно пересуватися на більшій площі. Наслідки їх появи в нових місцях ще не визначені як позитивні чи негативні, але зміна їх поведінки має велике значення.

### Норки

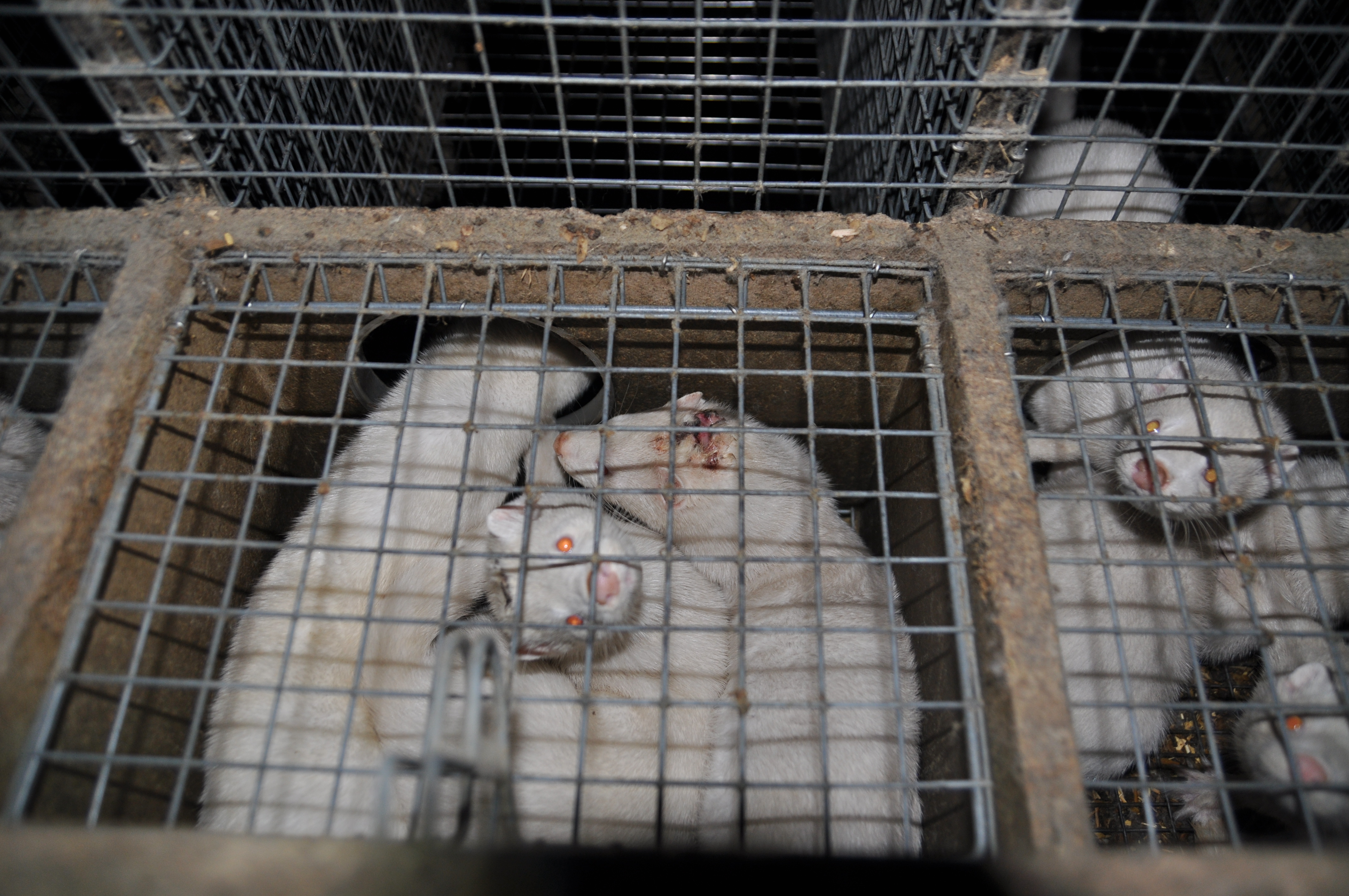
Білі норка на фермі в Польщі.

На початку листопада 2020 року у регіоні Данії Північна Ютландія на норкових фермах у тварин і частини співробітників ферм виявлено варіант SARS-CoV-2, якому дали назву Cluster 5. Уряд Данії вирішив для запобігання поширенню інфекції провести вибракування приблизно 14 мільйонів норок. У грудні 2020 року міністерство сільського господарства США підтвердило, що виявлено зараження COVID-19 дикої норки в штаті Юта.

### Снігові барси
Наприкінці липня 2021 року у невакцинованого 9-річного самця снігового барса в зоопарку Сан-Дієго підтверджено позитивний тест на коронавірус. Співробітники зоопарку помітили, що у барса був кашель і нежить. Ветеринарні лікарі підтвердили діагноз двома незалежними аналізами калу.
В інших зоопарках зареєстровані смертельні випадки COVID-19 серед снігових барсів. У листопаді 2021 року в зоопарку штату Небраска загинули 3 снігових барси, а в січні 2022 року в зоопарку штату Іллінойс помер 1 сніговий барс.

## Взаємодія людей і тварин
Зменшення присутності людини може принести як покращення, так і погіршення умов життя тварин. Воно може призвести й до збільшення браконьєрства проти зникаючих у живій природі видів тварин. Було помічено, що дикі тварини послаблюють звичку уникнення місць проживання людей під час карантину щодо COVID-19. Спостерігалися випадки тяжких епідемій у мишей, які супроводжувалися циркулюючими сприйнятливими для мишей варіантами вірусу SARS-CoV-2.
Повідомлялося про зниження смертності тварин на дорогах під час карантину, зокрема значне зниження смертності на дорогах пум у Каліфорнії.